# Jin (Corée)
Pour les articles homonymes, voir Jin.

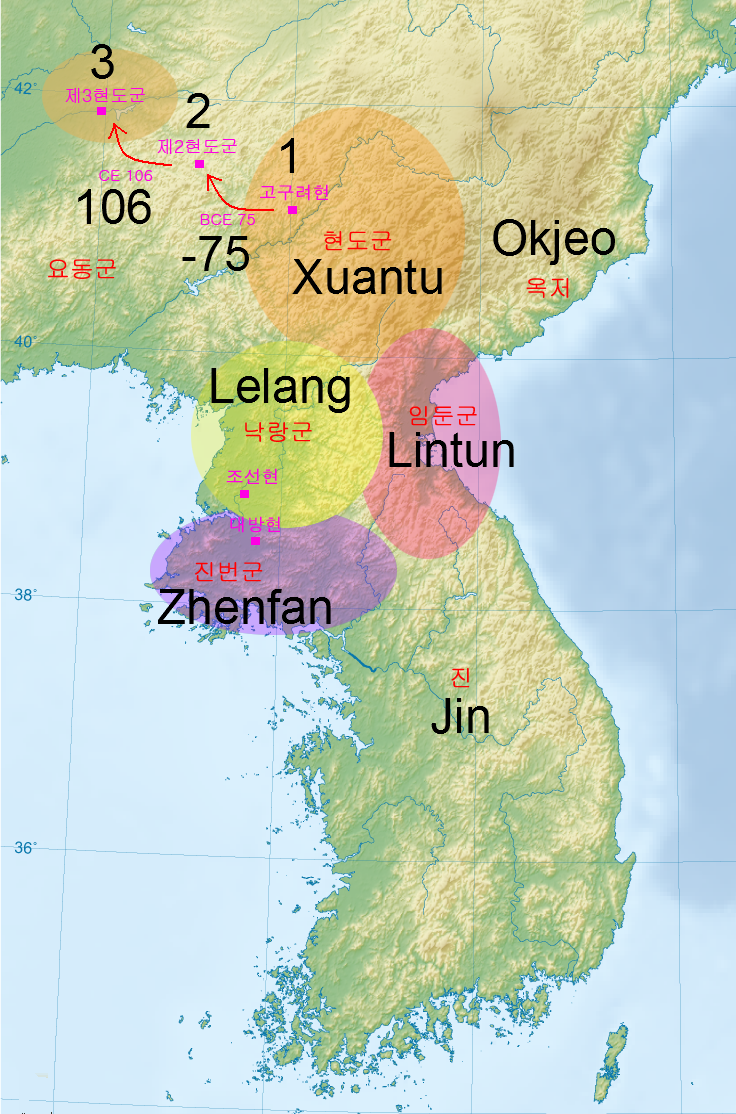
Les quatre commanderies Han à leur création, en 107 AEC.
La confédération de Jin apparait, ici, avant sa disparition et, en conséquence, avant l'apparition des trois confédérations, Samhan

Jin (진국, 辰国, Chin-guk) est un État coréen confédéral durant les IIIe – IIe siècle avant l'ère commune (AEC) au cours de l'Âge du fer coréen (300 AEC - 500 EC). Sa disparition coïncide avec celle du royaume de Gojoseon (en 108 AEC) et participe de la constitution, ensuite, des trois confédérations, Samhan 三韓, qui se constituent, peu à peu, sur son territoire. Sur le plan archéologique Jin appartient à la culture du poignard de bronze (-800 à -100). Cette culture a été précédée par la période de la céramique Mumun, approximativement de 1500 à 300 AEC.
Du IVe au IIe siècle AEC le centre de production du bronze se situait sur les régions du Chungcheong du Nord (capitale actuelle: Cheongju) et Jeolla du Sud. Le déclin des échanges fondés sur le bronze s'effectue depuis la fin du IIe siècle AEC jusqu'au IIe siècle EC, tandis que le commerce du fer se développe dans la région de Yeongnam (en) (approximativement la région de Gyeongsang, sud-est de la péninsule, qui devient ensuite la confédération de Jinhan 辰韓, future Silla 新羅).

## Histoire
On ignore à quel point Jin était un État organisé. Il semble probable que ce fût une fédération de petits États un peu comme les Samhan qui ont suivi. Pour que l'État puisse faire face à Wiman de Joseon (衛満）et envoyer des ambassades devant le tribunal de la dynastie des Han 漢 (Han de l'Ouest) en Chine, il existait probablement un certain niveau d'autorité centrale stable. L'historien coréen Ki-baek Lee  suppose que la tentative de cet État d'ouvrir des contacts directs "suggère un fort désir de la part de Chin [Jin] de profiter des avantages de la culture chinoise du métal". Toutefois, dans la plupart des cas, Wiman Joseon a empêché le contact direct entre Jin et la Chine.
Selon les livres de la période des Han chinois, le roi Jun 準王 de Gojoseon se serait réfugié dans Jin, région qui deviendrait la confédération de Mahan 馬韓, après que Wiman se soit emparé de son trône et fondé Wiman Joseon. Certains pensent que les mentions chinoises de Gaeguk ou Gaemaguk (蓋 馬, Royaume des chevaux caparaçonnés) font référence à Jin. Goguryeo aurait vaincu "Gaemaguk" en 26 apr. J.-C., mais il pourrait s'agir d'une tribu différente dans le nord du pays.[réf. nécessaire]
Sur le plan archéologique, Jin est communément identifié à la culture du poignard de bronze coréenne, laquelle a succédé à la culture du poignard de bronze du Liaoning 遼寧 (Chine) à la fin du premier millénaire avant notre ère. Les découvertes les plus abondantes de cette culture ont été réalisées dans les régions de Chungcheong et Jeolla, dans le sud-ouest de la Corée. Cela suggère que Jin était basé dans cette même région, et ce qui correspond approximativement aux sources historiques fragmentaires dont on dispose.
En l'état actuel des connaissances (2009), Jin (Chin) serait une confédération  composée d'entités politiques individuelles, représentées, du point de vue archéologique, par la « culture du poignard de bronze » dans sa phase finale, et reliés entre eux par les pratiques religieuses et le réseau des échanges d'objets en bronze. Cette confédération de Jin, établie sur une partie du Sud-ouest de la péninsule, représente alors un pouvoir politique qui pratique des échanges avec la Chine et Gojoseon (Chonson), à la fin du IIe siècle. La pétition, datant de cette époque, qu'il soumet afin d'obtenir une audience auprès de l'empereur de la dynastie Han 漢帝国, chinoise, est rejetée en raison de l'opposition du roi Ugeo (衛右渠, Ugō), petit fils de Wiman de Gojoseon (Wei Man). Gojoseon, qui contrôle les circuits d'échange entre les coréens du Sud de la péninsule et la Chine, utilise ce pouvoir comme moyen de pression dans son affrontement avec Jin. Ce qui provoque le déclin de la production du bronze et, en conséquence, la dislocation de cette confédération.

## Galerie

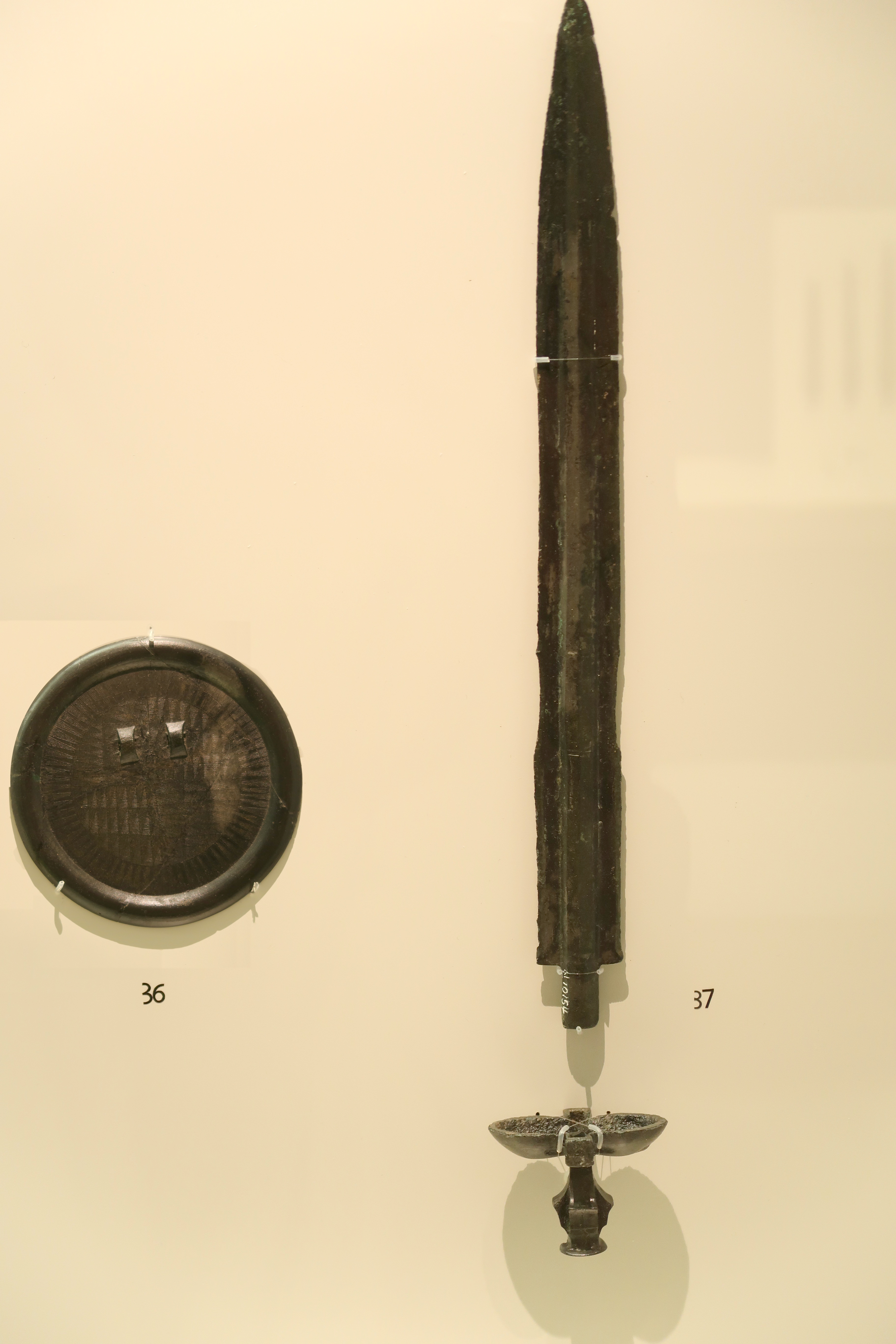
Dague de bronze de type coréen, miroir à décor linéaire fin. Jangsu, Jeolla du Nord. Période Jin. Musée national de Corée
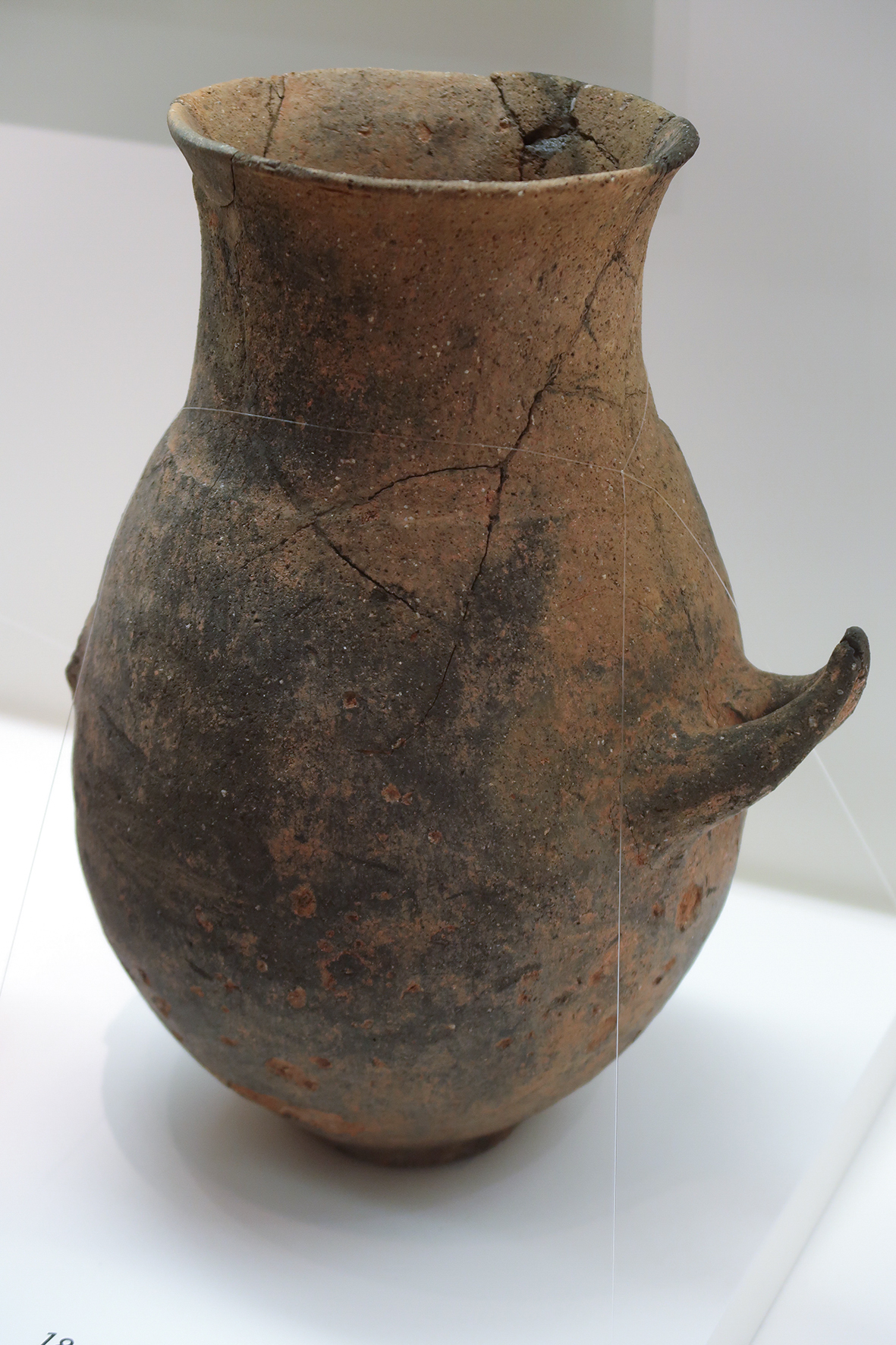
Jarre à deux anses (l'une est brisée) en forme de double cornes tenues par la pointe, H. env 30 cm. Wanju, Jeolla du Nord. Période Jin. Musée national de Corée
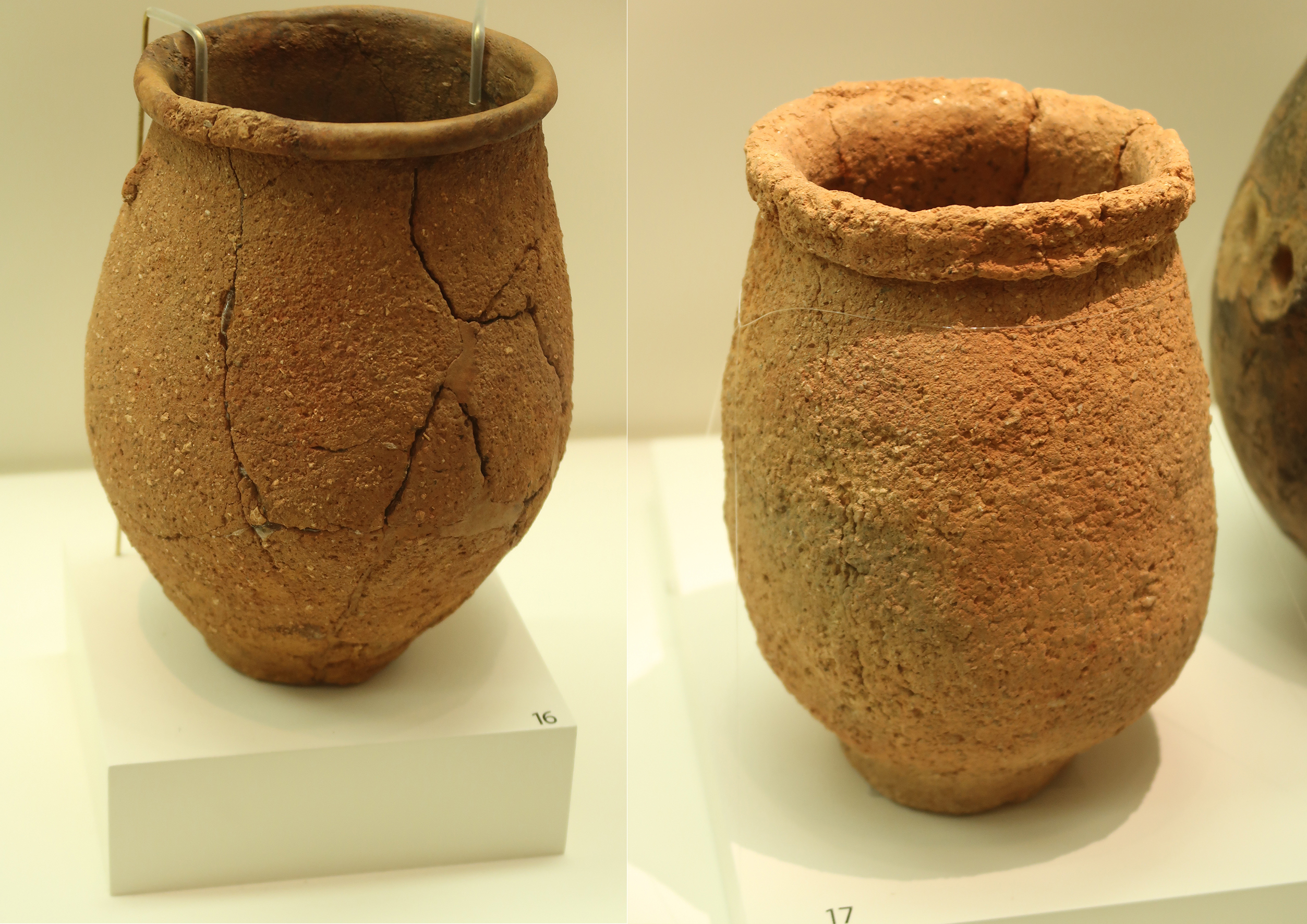
Deux poteries avec bande en relief à l'ouverture, n° 17 : H. env 20 cm. Wanju, Jeolla du Nord. Musée national de Corée.